# Fowler (Colorado)
Fowler város az USA Colorado államában, Otero megyében. Lakosainak száma 1253 fő (2020. április 1.).

## Népesség
A település népességének változása:
| Lakosok száma | 1182 | 1155 | 1253 |
|               | 2010 | 2014 | 2020 |